# Rio Balsas

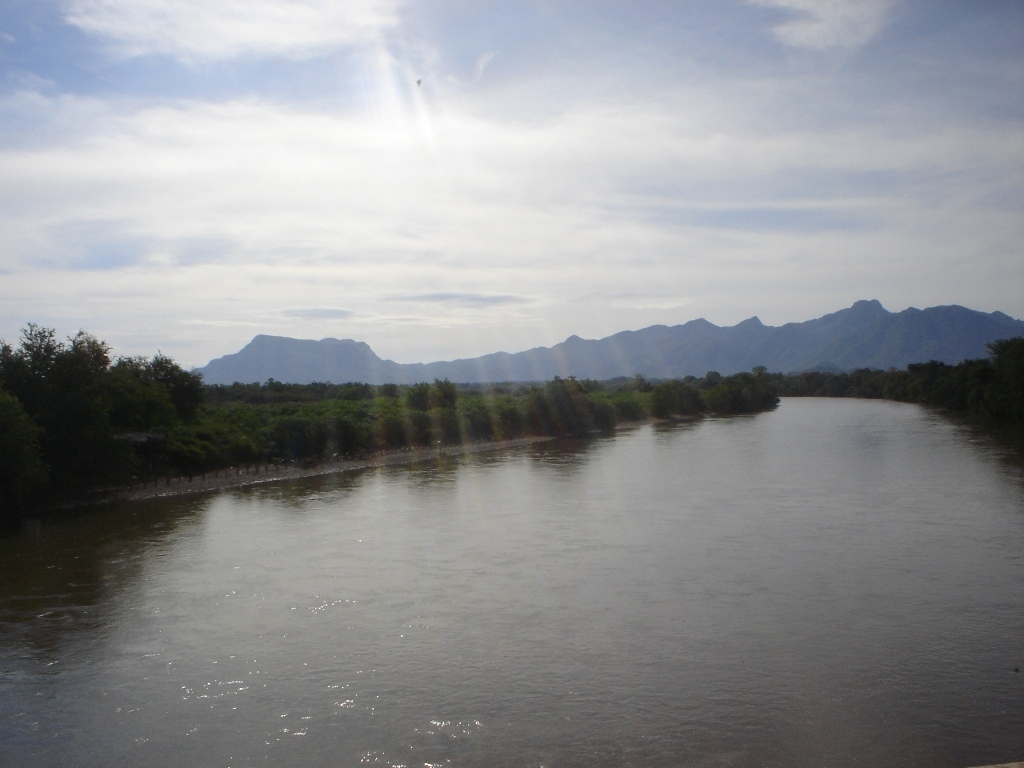

O Rio Balsas é um rio da região centro-sul do México. Forma uma grande bacia chamada Bacia do Balsas. Com 771 km de extensão, é um dos rios mais longos do México.
O seu curso inicia-se na confluência dos rios San Martín e Zahuapan, no estado de Puebla. Daqui corre em direcção a sudoeste e depois para oeste através do estado de Guerrero. Faz de fronteira entre os estados de Guerrero e Michoacán e desagua no Oceano Pacífico, cerca de Lázaro Cárdenas, Michoacán.
Possui várias designações ao longo do seu curso; na sua parte inicial é conhecido como Rio Atoyac; em Guerrero é localmente designado por Mezcala.
Existem muitos rápidos ao longo do seu curso. É utilizado na geração de energia hidroeléctrica e a sua água é utilizada na irrigação de campos agrícolas.